# 下城門 (選區)
下城門（英語：Lower Shing Mun，代號R15）是香港沙田區議會下轄的選區，原稱美田，1994年設立，2007年採用現名，2023年取消，末任區議員為沙田社區網絡成員黃浩鋒。2023年改制後，本選區與其他9個選區合併成沙田西選區。

## 軼聞
值得一提，1994年區議會選舉及1999年區議會選舉，亦設有下城門選區，但覆蓋範圍與本區有所不同，該區是以美松苑為核心；2003年與美城選區合併成為松城選區，2007年再改稱松田選區沿用至今，而本區則由原有的美田選區2007年改名而成。

## 範圍
選區位於大圍北部，包括大圍新村、美田邨大部分樓宇（除美全樓）以及沙田嶺路一帶住宅，以大埔公路及青沙公路連接深水埗區，並且是沙田區最南及最西的選區，地理上處於香港正中心。與其相連的選區有松田、大圍、翠嘉、雲城、徑口、顯嘉，投票站設於美田社區會堂。

## 沿革
1993年港督彭定康推行政改方案，區議會全面實行單議席單票制，取消所有委任議席及雙議席選區，改由選區分界及選舉事務委員會制定區議會選區，選區數目隨人口改變而大幅增加，當中原有大圍、美林選區重劃成大圍、下城門及美田選區。當時美田選區包括大圍區內的屋苑所組成，包括富嘉花園、金禧花園、海福花園及雲疊花園連同沙田嶺路、大埔公路一帶住宅所組成，由於各個屋苑人口相近，故以區內的美田路命名。
1994年區議會選舉，公民力量何厚祥以1,612票接近八成得票打敗451票的朱滿成當選。1999年及2003年區議會選舉，由於只有何厚祥參選，故此何自動當選。
2007年區議會選舉，本區劃入大圍站一帶的幾幢唐樓，同時採用現有名稱，何厚祥以1,864票多於泛民區選聯盟代表甄永樂的720票而連任。2011年區議會選舉，因應名城第一期入伙，美田路以北樓宇分別劃入大圍選區以及翠嘉選區之內，當時人口估算約21,544人，選民人數為8,613。；由於只有何厚祥參選，故此何氏再度自動當選。2012年因應公民力量在沙田區議會維持最大黨地位，故何厚祥接替退休的韋國洪擔任沙田區議會主席。2014年2月公民力量與新民黨結盟，何亦跟隨加入。
2015年區議會選舉，因應名城全面入伙，區內人口增加而重新劃界，松田選區劃出美全樓以外的美田邨到下城門選區，而海福花園連同雲疊花園則由下城門選區劃入新設的雲城選區，下城門選區人口改以美田邨為主，人口估算約18,693人。何厚祥改往雲城選區爭取連任，新民黨及公民力量派出唐學良於此區參選，與經民聯友好的委任區議員莊耀勤對撼，同時於美田邨擔任互助委員會委員及2007年參選美田邨所屬松田選區的李源錦亦在此區參選，最終唐學良取得1,209票，以34票之差險勝莊耀勤當選。
2019年區議會選舉，沙田區政派出松田選區區議員黃學禮助理黃浩鋒挑戰唐學良，並得到民主動力認可，集中泛民主派票源，結果黃以3,894票多於3,124票的唐當選。2021年6月25日，沙田區政宣佈解散，成員改以獨立民主派身份活動。2021年10月，政府當局不信納黃浩鋒符合擁護基本法及效忠特區的法定要求和條件，裁定宣誓無效，取消黃的區議員資格，並停止其參選權五年。

## 歷屆議員
| 選區名稱 | 屆別                  | 議員   | 政治聯繫                       | 政治聯繫                   |
| -------- | --------------------- | ------ | ------------------------------ | -------------------------- |
| 美田     | 1994年－1999年        | 何厚祥 |                                | 公民力量                   |
| 美田     | 2000年－2003年        | 何厚祥 |                                | 公民力量                   |
| 美田     | 2004年－2007年        | 何厚祥 |                                | 公民力量                   |
| 下城門   | 2008年－2011年        | 何厚祥 |                                | 公民力量                   |
| 下城門   | 2012年－2015年        | 何厚祥 | 公民力量 → · 公民力量／ 新民黨 |                            |
| 下城門   | 2016年－2019年        | 唐學良 | 新民黨／公民力量               |                            |
| 下城門   | 2020年－2021年10月7日 | 黃浩鋒 |                                | 沙田區政 → 沙 沙田社區網絡 |
| 下城門   | 2021年10月8日－2023年 | 懸空   | 懸空                           | 懸空                       |

## 歷屆選舉結果
| 政党   | 政党            | 候选人    | 票数  | %     | ±      |
| ------ | --------------- | --------- | ----- | ----- | ------ |
|        | 沙田區政        | ①. 黃浩鋒 | 3,894 | 55.49 | 不適用 |
|        | 新民黨/公民力量 | ②. 唐學良 | 3,124 | 44.51 | ▲8.65  |
| 多数票 | 多数票          | 多数票    | 770   | 10.97 | 不適用 |

| 政党   | 政党            | 候选人    | 票数  | %     | ±      |
| ------ | --------------- | --------- | ----- | ----- | ------ |
|        | 新民黨/公民力量 | ①. 唐學良 | 1,209 | 35.86 | 不適用 |
|        | 無黨派          | ②. 李源錦 | 987   | 29.28 | 不適用 |
|        | 經民聯          | ③. 莊耀勤 | 1,175 | 34.86 | 不適用 |
| 多数票 | 多数票          | 多数票    | 34    | 1.01  | 不適用 |

| 政党 | 政党     | 候选人 | 票数     | %      | ±      |
| ---- | -------- | ------ | -------- | ------ | ------ |
|      | 公民力量 | 何厚祥 | 自動當選 | 不適用 | 不適用 |

| 政党   | 政党       | 候选人    | 票数  | %     | ±      |
| ------ | ---------- | --------- | ----- | ----- | ------ |
|        | 公民力量   | ①. 何厚祥 | 1,864 | 72.14 | 不適用 |
|        | 獨立民主派 | ②. 甄永樂 | 720   | 27.86 | 不適用 |
| 多数票 | 多数票     | 多数票    | 1,144 | 44.27 | 不適用 |

| 政党 | 政党     | 候选人 | 票数     | %      | ±      |
| ---- | -------- | ------ | -------- | ------ | ------ |
|      | 公民力量 | 何厚祥 | 自動當選 | 不適用 | 不適用 |

| 政党 | 政党     | 候选人 | 票数     | %      | ±      |
| ---- | -------- | ------ | -------- | ------ | ------ |
|      | 公民力量 | 何厚祥 | 自動當選 | 不適用 | 不適用 |

| 政党   | 政党     | 候选人    | 票数  | %     | ±      |
| ------ | -------- | --------- | ----- | ----- | ------ |
|        | 公民力量 | ①. 何厚祥 | 1,612 | 78.14 | 不適用 |
|        | 建制派   | ②. 朱滿成 | 451   | 21.86 | 不適用 |
| 多数票 | 多数票   | 多数票    | 1,161 | 56.28 | 不適用 |